# Леслі Клаудіус
Леслі Клаудіус (25 березня 1927 — 20 грудня 2012) — індійський хокеїст на траві і хокеїст.
Олімпійський чемпіон 1948, 1952, 1956 років, срібний призер 1960 року.
Срібний призер Азійських ігор 1958 року.